# Werner Forssmann
Werner Theodor Otto Forßmann (tên tiếng Anh: Forssmann; 29/08/1904 - 01/06/1979) là một bác sĩ người Đức, đạt giải Nobel Y học năm 1956 (cùng với Andre Cournand và Dickinson Richards) nhờ phát triển thành công kỹ thuật đặt ống thông tim mạch. Năm 1929, ông tự đặt mình dưới gây tê tại chỗ và chèn một ống thông vào tĩnh mạch cánh tay của mình. Đây là một thí nghiệm rất nguy hiểm, chưa từng có tiền lệ và bị phản đối bởi tất cả các bác sĩ cùng thời lúc bấy giờ. Tuy nhiên, ông đã thành công với thí nghiệm này và đưa ống thông tim mạch vào tim của ông.